# 吕城镇
吕城镇，是中华人民共和国江苏省鎮江市丹阳市下辖的一个乡镇级行政单位。区域面积68.01平方千米。

## 行政区划
吕城镇下辖以下地区：
吕城社区、向阳社区、河北村、井园村、河南村、西墅村、虎墅村、蔡塔村、留庄村、中心村、花龙村、运河村和西符村。